# Ina Stein
Pour les articles homonymes, voir Stein.
Ina Stein (née le 9 janvier 1925 à Glogau) est une costumière allemande.

## Biographie
Elle a grandi à Potsdam, où son père est soldat, et travaille d'abord comme mannequin. Puis elle rentre dans le centre de formation de l'UFA et est formée comme costumière par Jörg Zimmermann.
Dans les années 1950, elle travaillé comme assistante de Zimmermann au Hebbel-Theater à Berlin. En 1958, elle devient costumière pour un film du producteur munichois Franz Seitz. Elle continuera souvent de travailler pour Seitz, notamment pour des films avec l'enfant star Hansi Kraus, mais trois adaptations des romans d'Edgar Wallace et quelques adaptations de Ludwig Ganghofer.
À partir de 1977, elle ne conçoit que pour la télévision, y compris pour des séries telles que Jauche und Levkojen, Inspecteur Derrick et Moselbrück.
En août 1999, elle immigre pour vivre avec ses proches en Australie.

## Filmographie
- 1960 : Le Diabolique Docteur Mabuse
- 1961 : Schön ist die Liebe am Königssee (de)
- 1961 : Wie einst im Mai (TV)
- 1961 : Isola Bella (de)
- 1962 : So toll wie anno dazumal (de)
- 1962 : Muß i denn zum Städtele hinaus (de)
- 1962 : Bataille de polochons
- 1963 : Moral 63 (de)
- 1963 : Ferien vom Ich (de)
- 1964 : Kennwort: Reiher
- 1964 : Kookie & Co. (TV)
- 1964 : Lausbubengeschichten (de)
- 1965 : Neues vom Hexer
- 1965 : Die schwedische Jungfrau (de)
- 1965 : An der Donau, wenn der Wein blüht
- 1965 : Tante Frieda – Neue Lausbubengeschichten (de)
- 1965 : Ich suche einen Mann (de)
- 1966 : Longues jambes, longs doigts
- 1966 : Onkel Filser – Allerneueste Lausbubengeschichten (de)
- 1967 : Wenn Ludwig ins Manöver zieht (de)
- 1967 : Le Château des chiens hurlants
- 1968 : Altaich (TV)
- 1968 : Der Fall Tuchatschewskij (TV)
- 1968 : Ces diables de collégiens (de)
- 1968 : L'Homme à l'œil de verre
- 1969 : Sieben Tage Frist (de)
- 1969 : Königin einer Nacht (TV)
- 1969 : Sybelle ou Comment le dire à ma fille ?
- 1969 : La Mort sonne toujours deux fois
- 1969 : Ludwig auf Freiersfüßen (de)
- 1969 : Hurra, die Schule brennt!
- 1969-1970 : Meine Schwiegersöhne und ich (de) (série télévisée)
- 1970 : Atemlos vor Liebe (de)
- 1971 : Heintje donne l'alerte (de)
- 1972 : Roi, Dame, Valet
- 1972 : Betragen ungenügend! (de)
- 1972 : Die Schöngrubers (de) (série télévisée)
- 1972 : Versuchung im Sommerwind
- 1973 : Blau blüht der Enzian (de)
- 1973 : Les Loups sanglants de l'Alaska
- 1973 : Das fliegende Klassenzimmer (de)
- 1973 : Château de Saint-Hubert
- 1974 : Als Mutter streikte (de)
- 1974 : Drei Männer im Schnee
- 1974 : Wer stirbt schon gerne unter Palmen
- 1974 : Zwei himmlische Dickschädel (de)
- 1975 : Le Roi de l'edelweiss
- 1975 : Bis zur bitteren Neige
- 1976 : Anita Drögemöller und die Ruhe an der Ruhr (de)
- 1976 : Das Schweigen im Walde (de)
- 1977 : Die Jugendstreiche des Knaben Karl (de)
- 1981-1985 : Dans la tourmente (série télévisée)
- 1982 : Der Jagerloisl (TV)
- 1985 : Palace
- 1987 : Tatort: Spiel mit dem Feuer (de) (TV)
- 1987 : Moselbrück (de) (série télévisée)
- 1995 : Ein Richter zum Küssen (TV)
- 1995 : Tierärztin Christine II: Die Versuchung (TV)